# Montréal, arts interculturels
Montréal, arts interculturels (MAI) es una organización cultural multidisciplinaria con sede en Montreal, Quebec, creada en 1999. Se encuentra en la calle Jeanne-Mance. La misión del MAI es facilitar e iniciar relaciones interculturales actuando como vitrina para obras de arte contemporáneo, danza, música, teatro, pintura, escultura y video.

## Descripción
El MAI es una organización sin fines de lucro cuya misión es apoyar y promover las prácticas artísticas interculturales con el fin de fomentar el diálogo entre culturas en Montreal. El MAI subvenciona y presenta proyectos de danza, teatro, artes visuales y mediáticas, spoken word, etc. El MAI acompaña a los artistas emergentes o establecidos y apoya especialmente a los artistas de la diversidad cultural. La organización tiene un teatro, una galería, un café y dos estudios de ensayo.

## Histórico
En 1990, se creó el Regroupement pour le développement des pratiques artistiques interculturelles. En 1989, el grupo decidió trabajar en la creación de un nuevo espacio cultural en Montreal, y fue en Milton Parc, en la calle Jeanne-Mance, donde se estableció el MAI en 1999. La organización tenía entonces un café, una galería y dos salas de ensayo. En 2005, el MAI inauguró su programa de acompañamiento de artistas, que se denominara "Complices" en 2018. Inicialmente, el programa estaba dirigido principalmente a artistas aborígenes y culturalmente diversos, pero el programa se ha ampliado gradualmente para incluir a artistas con discapacidades, de minorías lingüísticas o comunidades LGBTQIA. En marzo de 2020, el MAI se ve obligado a cancelar muchos de sus espectáculos de primavera siguiendo el decreto de emergencia sanitaria por la pandemia del coronavirus.

## Misiones
La misión principal del MAI es fomentar el diálogo mediante la presentación de enfoques artísticos interculturales con respecto a cuestiones de identidad, de género, de orientación sexual, de religión, etc. Así pues, la organización tiene dos misiones principales. La primera es acompañar a los artistas en su desarrollo y/o promoción con el fin de estimular las producciones híbridas y los enfoques transversales, multidisciplinarios e interculturales. La segunda misión tiene por objeto dirigirse a un público variado y proponer un programa así como talleres inclusivos tanto para conocedores como para neófitos. Para ello, el MAI propone programas de acompañamiento, así como un programa anual. Ante la falta de diversidad cultural en las artes contemporáneas de Quebec, el MAI también ha promovido las artes contemporáneas de las comunidades afro y de la diáspora africana.

### Programación
Cada año el MAI propone un programa de temporada oficial, con una veintena de artistas. El programa incluye exposiciones (un promedio de cuatro por año), danza, música y puestas en escena en el teatro del MAI, así como espectáculos presentados en otros foros en asociación con otros espacios culturales de Montreal. Varios artistas que han adquirido notoriedad en Quebec (Canadá) y a veces a nivel internacional han formado parte de la programación, como Manuel Mathieu, Hannah Claus, Jean-Daniel Rohrer, Dana Michel, Su-Feh Lee, Daina Ashbee, The Dancers of Damelahamid, entre otros. En los últimos años, las dificultades para que los artistas extranjeros entren a Canadá han causado algunos problemas a la organización.
| Portada de catálogo | Temporada 2019-20 Dirección artística: Michael Toppings, temática : reflejo | Temporada 2019-20 Dirección artística: Michael Toppings, temática : reflejo | Temporada 2019-20 Dirección artística: Michael Toppings, temática : reflejo | Temporada 2019-20 Dirección artística: Michael Toppings, temática : reflejo |
| --- | --------------------------------------------------------------------------- | --------------------------------------------------------------------------- | --------------------------------------------------------------------------- | --------------------------------------------------------------------------- |
| | Nombre del evento                                                           | Artista(s)                                                                  | Categoria artistica                                                         | Artista basadx en                                                           |
| Camille: un rendez-vous au delà du visuel (esp. Camille: un encuentro más allá de lo visible)                                        | Audrey-Anne Bouchard                                                        | Teatro                                                                      | Montréal                                                                    |                                                                             |
| Fragments d'Ana (esp. Fragmentos de Ana)                                                                                             | Ligia Borges                                                                | Teatro in-situ                                                              | Montréal                                                                    |                                                                             |
| L'exhumée (esp. la exhumada) | Julie Robinson                                                              | Artes visuales                                                              | Montréal                                                                    |                                                                             |
| Borderlines (esp. límites) | Taoufiq Izeddiou                                                            | Danza                                                                       | Marrakech                                                                   |                                                                             |
| Fa'addebhou li (dresse-le pour moi)(esp. adiestralo por mi)                                                                          | Nancy Naous                                                                 | Danza                                                                       | Beirut, París                                                               |                                                                             |
| Jogging | Hanane Hajj Ali                                                             | Teatro                                                                      | Beirut                                                                      |                                                                             |
| Carrion (esp. Carroña) | Justin Shoulder                                                             | Interdisciplinario                                                          | Sídney                                                                      |                                                                             |
| Faith Hole (esp. Agujero de fe) | Nate Yaffe                                                                  | Danza                                                                       | Montréal                                                                    |                                                                             |
| Colonial Body-Islands (esp. Islas del cuerpo colonial)                                                                               | Payam Mofidi                                                                | Artes visuales                                                              | Montréal                                                                    |                                                                             |
| real's fiction \ dissonant_pleasures (esp. ficción de real \ placeres disonantes)                                                    | Benjamin Kamino                                                             | Danza, Interdisciplinario                                                   | Montréal                                                                    |                                                                             |
| MAD \| Motions and Dynamics | 100LUX + Forward Movements                                                  | Danza                                                                       | Montréal                                                                    |                                                                             |
| One Kind Favor (esp. Una amable favor)                                                                                               | George Stamos + Karla Etienne + Radwan Ghazi Moumneh                        | Danza                                                                       | Montréal                                                                    |                                                                             |
| The Novels of Elsgüer (Episode 5); if I saw you, I don't Remember (esp. Las novelas de Elsgüer (Episodio 5); si te vi no me acuerdo) | Santiago Tavera + Laura Acosta                                              | Artes visuales                                                              | Montréal                                                                    |                                                                             |
| White (Ariane) | Ariah Lester                                                                | Teatro, música                                                              | Amsterdam, Caracas                                                          |                                                                             |
| Dreamweaver | Anachnid                                                                    | Música                                                                      | Montréal                                                                    |                                                                             |
| Take d milk, nah? | Jivesh Parasram                                                             | Teatro                                                                      | Toronto, Vancouver                                                          |                                                                             |
| De l'horizontal au vertical (esp. De horizontal a vertical)                                                                          | José Luis Torres                                                            | Artes visuales                                                              | Montréal                                                                    |                                                                             |
| Sur ce chemin, tu es sûre de te perdre (esp. En este camino, seguramente te perderás)                                                | Diana León                                                                  | Danza                                                                       | Montréal                                                                    |                                                                             |
| Zom-Fam | Kama La Mackerel                                                            | Montréal, Isla Mauricio                                                     | Montréal, Isla Mauricio                                                     |                                                                             |
| Walking at night by myself (esp. Caminando de noche solx)                                                                            | Nancy Tam                                                                   | Interdisciplinario                                                          | Vancouver                                                                   |                                                                             |
| Pomegranate (esp. Granada) | Heather Mah                                                                 | Danza                                                                       | Montréal                                                                    |                                                                             |
| Strike/thru | Nadia Myre + Johanna Nutter                                                 | Interdisciplinario                                                          | Montréal                                                                    |                                                                             |

### Conciencia pública: Público+
El programa Public+ se inauguró en 2009. Su objetivo es proponer actividades paralelas a las exposiciones y al programa oficial del MAI para plantear preguntas y debates o simplemente para permitir la interacción.
La ubicación del MAI en el Parque Milton, entre la meseta de Mont-Royal y el centro de la ciudad, le permite dirigirse a una gran variedad de públicos. Se trata de un distrito central de Montreal donde se hablan varios idiomas, así como varias comunidades: académica, residencial y profesional. El sitio refleja el deseo del MAI de ofrecer una programación inclusiva y un apoyo que reúna a diversos públicos y comunidades en una búsqueda continua de intercambio.

### Programa de apoyo a los artistas: Cómplices
Cada año, el MAI ofrece acompañar a los artistas proporcionando apoyo financiero o asistencia en su desarrollo profesional o visibilidad en Montréal. A través de sus estudios de ensayo, la organización también ofrece espacios de trabajo y residencias para apoyar proyectos y producciones prometedoras. El MAI ofrece, entre otras cosas, programas de apoyo en conjunto con el Consejo de las Artes de Montréal. El MAI es también un lugar de encuentro para los artistas que pueden establecer contacto tanto con el público como con otros artistas, ofreciendo la perspectiva de proyectos de colaboración.
En 2005, el MAI puso en marcha su programa de mentores (ahora llamado "Alianza") para artistas racializados y recién inmigrados en Canadá. Desde entonces, el MAI ha ampliado el alcance de este programa para incluir a artistas de las Primeras Naciones, de ascendencia inuita y mestiza, artistas sordos o discapacitados, miembros de la comunidad LGBTQQIP2SAA y artistas de edad avanzada.
La Alianza es un modelo de tutoría único en Canadá. A través de subvenciones, Alliance proporciona apoyo para el desarrollo profesional y creativo de los artistas (prácticas artísticas híbridas) dentro de una estructura sólida y flexible. Las subvenciones de apoyo están diseñadas para y por los artistas, definidas y gestionadas con los artistas y/o colectivos, que determinan los servicios que necesitan, en un formato de corto o largo plazo (de 3 a 18 meses). Desde 2005, más de 317 artistas, empresas y/o colectivos han recibido apoyo del programa Alianza: cómplice, asociado, colaborador, co-conspirador y, en última instancia, centro de desarrollo - proporcionando un espacio seguro para el desarrollo profesional y creativo dentro de una estructura sólida y flexible (los beneficiarios son seleccionados anualmente por un comité tras una convocatoria pública de candidaturas).
Fue dentro de esta estructura de apoyo, en 2018, que el MAI también comenzó a posicionarse como productor (a través de La Ruche, plataforma a través de la cual se inyectan fondos para la investigación, la creación y/o la producción de residencias de artistas, con fondos puestos directamente en manos de los artistas). Este papel de coproducción, relativamente nuevo para el MAI, se centra en la facilitación, navegando entre la visión del artista y sus capacidades, valorando la relación y repensando las binomías. Desde septiembre de 2018, el MAI ha coproducido los siguientes espectáculos canadienses: Lévriers de Sophie Gee, Numbers increase as you count de Ülfet Sevdi, Seeds Cast Afar From Our Roots de Angie Cheng, Winnie Ho y Chi Long, Radio III de Elisa Harkins, Zoë Poluch y Hanako Hoshimi-Caines, Real's Fiction de Benjamin Kamino, y la coproducción internacional terrestre con jumatatu m. poe.